# 大花蜘蛛抱蛋
大花蜘蛛抱蛋（学名：Aspidistra tonkinensis）为天门冬科蜘蛛抱蛋属的植物。分布于越南以及中国大陆的云南等地，生长于海拔1,800米的地区，多生在林下，目前尚未由人工引种栽培。